# 9-Euro-Ticket

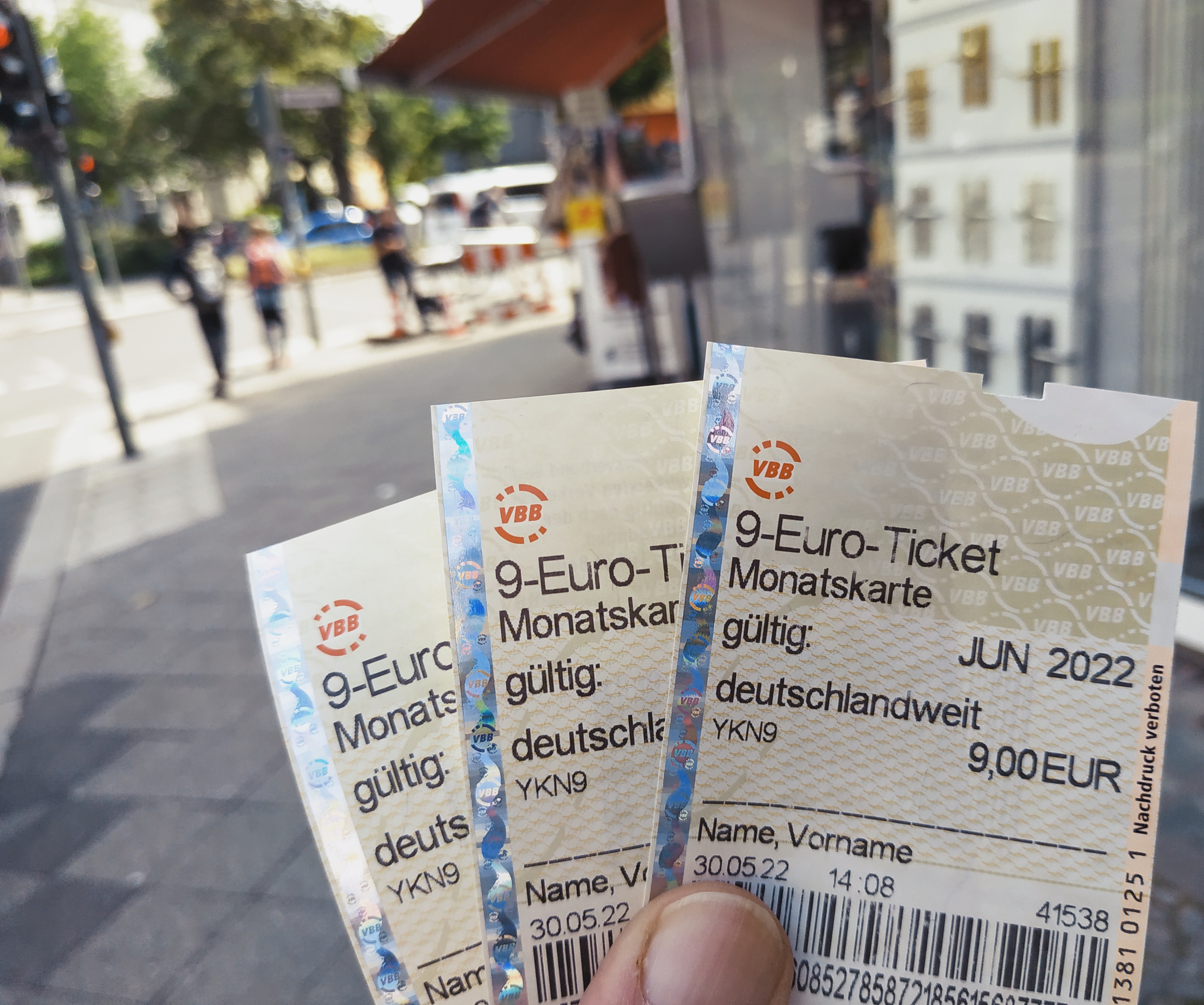
A Verkehrsverbund Berlin-Brandenburg által kiadott 9-Euro-Ticket jegyek

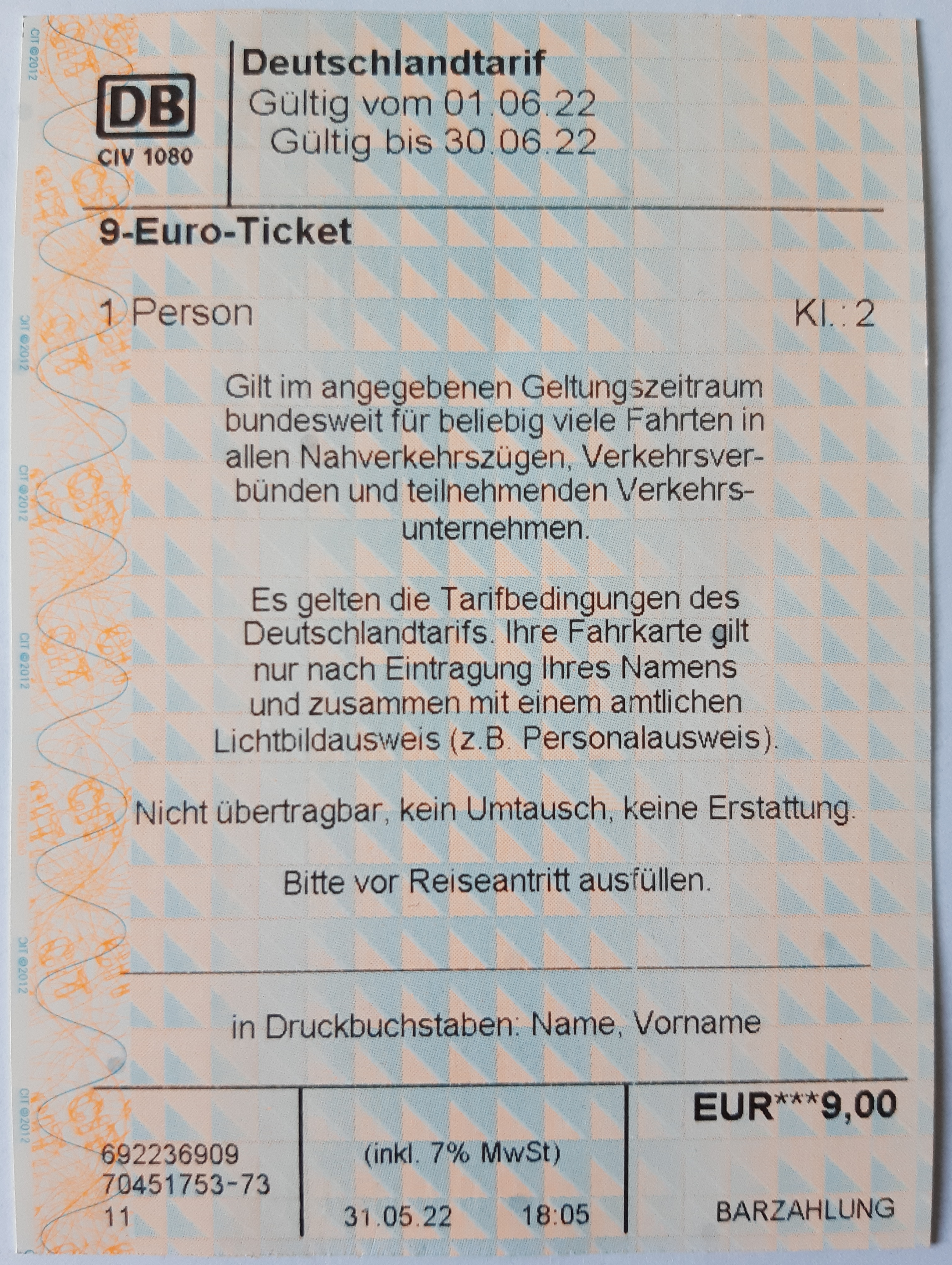
A Deutsche Bahn jegykiadó automatája által kibocsátott 9-Euro-jegy

A 9-Euro-Ticket (német kiejtés: [ˌnɔʏ̯n ˈɔʏ̯ʁo ˈtɪkət]) egy olyan német rendszer volt, amelynek keretében az utasok havi 9 euróért utazhattak a helyi és regionális közlekedési járatokon egész Németországban. A jegyek 2022 júniusára, júliusára vagy augusztusára voltak érvényesek. Az ajánlat célja az energiafelhasználás csökkentése volt a 2021-2022-es globális energiaválság közepette. További cél volt a megélhetési válság enyhítése.
A 9 eurós jegy másodosztályon, egész Németországban érvényes volt az összes helyi tömegközlekedési eszközre és a regionális vonatokra. Nem vonatkozott az Intercity Express (ICE), Intercity (IC) és EuroCity (EC) vonatokon való utazásra, és nem lehetett használni a FlixTrain vagy a távolsági buszokon.

## Finanszírozás
A jegy csak a helyi és regionális közlekedésre vonatkozott, amelyet Németország tartományai és az önkormányzatok üzemeltetnek. A német szövetségi kormány kompenzálta ezeket a hatóságokat az elmaradt jegyeladásokért. A szövetségi kormány a költségeket 2,5 milliárd euróra becsüli.

## A közlekedésre gyakorolt hatások

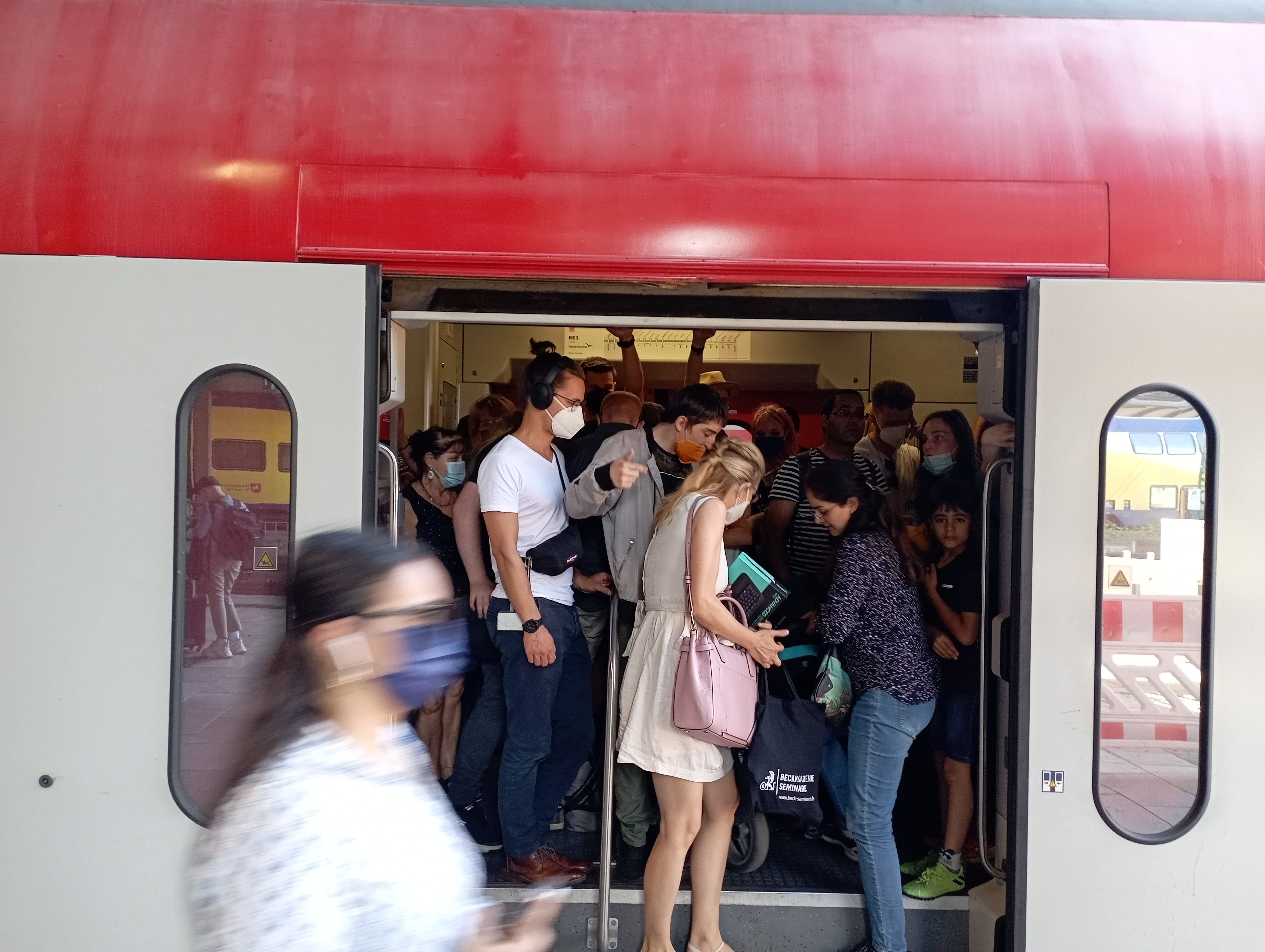
Zsúfolt vonat Hamburgban a 9-Euro-ticket kampány idején, 2022. augusztus 10.

Hogy a 9 eurós jegy hogyan hatott a mobilitási magatartásra, arról kísérő tanulmányok készültek, többek között a TUM által 1000 résztvevővel Münchenben végzett Mobilität Leben tanulmány. A júniustól július közepéig tartó időszakra vonatkozó időközi eredmények szerint a résztvevők 35%-a többet használta a buszokat és a vonatokat, míg 3%-uk kevesebbet használta a személygépkocsiját. A München városa által végzett közlekedési felmérés szerint a müncheni autóforgalom májusról júniusra 3 százalékkal csökkent, ahelyett, hogy (szezonálisan) 3 százalékkal nőtt volna. A TUM tanulmánya a 9 eurós jegy időtartama alatt és annak lejárta után még néhány hétig folytatódott. 2022. szeptember 5-én a tanulmányozócsoport közzétette 3. jelentését (az arXiv-on).
A YouGov 2022. augusztus 22-24. között Németországban, 2038 18 éves és idősebb résztvevő körében végzett online felmérése szerint 28%-uk legalább egyszer vásárolt 9 eurós jegyet, és 22%-uknak volt előfizetése tömegközlekedésre (amely magában foglalta a 9 eurós jegyet). A résztvevők 31%-a mondta, hogy gyakran használta a 9 eurós jegyet olyan útvonalakon, amelyeket egyébként autóval tett volna meg.

## Egyéb hatások
Mivel a személyszállítás költségei nagy részét képezik a háztartások átlagos kiadásainak kiszámításához használt árukosárnak, ez csökkentette a fogyasztói árindex növekedését.
Sokan a jegy megfizethetőségét és az utazás egyszerűségét szabadidős kiruccanásokra használták ki – egyesek szerint ez tette lehetővé számukra, hogy először menjenek el nyaralni. Másrészt, különösen júniusban, a 9 eurós jegy a vonatok zsúfoltabbá válásához és a vonat- és állomásszemélyzet leterheltségéhez is vezetett.
A 9 eurós jeggyel együtt járt a vidéki turisztikai területekre irányuló vonatos kiránduló turizmus erőteljes növekedése: a Szövetségi Statisztikai Hivatal külön elemzése szerint júniusban és júliusban a 30 kilométeres vagy annál hosszabb vasúti utazások a vidéki turisztikai területeken átlagosan 80 százalékkal magasabbak voltak, mint 2019 hasonló hónapjaiban. Van azonban egy másik tényező is: a Szövetségi Statisztikai Hivatal szerint 2022 második negyedévében a fogyasztók szinte valamennyi Corona-korlátozás feloldását arra használták fel, hogy ismét többet utazzanak és kimozduljanak.
A Német Közlekedési Vállalkozások Szövetségének (VDV) becslése szerint a 9-Euro-Ticket akció – amelyből a három hónap alatt mintegy 52 millió jegyet adtak el – 1,8 millió tonna szén-dioxidot takarított meg, ami majdnem annyi, mint amennyit egy 130 km/h-s sebességkorlátozás az autópályákon egy egész év alatt elérne.

## Vita és tervek a lehetséges utódról
A Szövetség ’90/Zöldek társelnöke, Ricarda Lang és mások 2022 augusztusa után a 9 eurós jegy utódjaként egy 29 eurós regionális jegyet és egy havi 49 eurós országos jegyet javasoltak.
Christian Lindner szövetségi pénzügyminiszter, a Német Szabaddemokrata Párt (FDP) pártelnöke kezdetben alapvető ellenállását fejezte ki. Míg párttársa, a szövetségi digitális és közlekedési miniszter, Volker Wissing a 9-Euro-Ticketet sikerként értékelte, Lindner ideológiai alapon is elutasította ezeket az alacsony árú jegyeket, és a Twitteren az „ingyenesség (németül: Gratismentalität) mentalitás” részének nevezte őket. A Saar-vidéki Közlekedési Minisztérium a klímavédelmi célokra hivatkozva bírálta Lindner álláspontját.
A szövetségi közlekedési minisztériumhoz hasonlóan a Bundestag SPD-frakciója is azt követeli, hogy a szövetségi államok is járuljanak hozzá a költségekhez, és alelnöke, Detlef Müller a közúti közlekedés területén a környezetkárosító adótámogatások megszüntetését vagy csökkentését javasolta, mint a szövetségi önrész finanszírozásának egyik lehetséges módját egy utódrendszerhez. A vita nagy részét a „Dienstwagenprivileg”, a magával vitt gépjárművek 3 milliárd eurós adókedvezménye tette ki, amely elsősorban a jól keresőknek kedvez.
Augusztus 31-én Lindner pénzügyminiszter is jelezte, hogy egyetért a 9 eurós jegy utódrendszerével, azzal a feltétellel, hogy a szövetségi államok hozzájárulnak a költségekhez.
Az SPD, a Zöldek és az FDP kormánykoalíciója a Schloss Mesebergben tartott zárt ajtók mögött tartott megbeszélés után szeptember elején bejelentette, hogy a tervezett harmadik segélycsomag részeként a 9 eurós jegy utódját is bevezetik; a jegyek havi 49 és 69 euró közötti összegbe kerülnek majd. A kormánykoalíció erre évente 1,5 milliárd eurót kíván rendelkezésre bocsátani, de követeli, hogy a szövetségi államok legalább ugyanennyivel járuljanak hozzá.
2023 májusában Németország bevezette a Deutschlandticketet, egy havi 49 euróba kerülő bérletet, a 9 eurós jegy utódjaként. Bár nem olyan olcsó, a Deutschlandticket célja, hogy ösztönözze a tömegközlekedés használatát és hozzájáruljon az éghajlatvédelemhez. A program kizárólag digitális előfizetési modellje egyszerre váltott ki dicséretet a korszerűsítéséért és kritikát a kevésbé műszaki ismeretekkel rendelkező felhasználók hozzáférhetőségével kapcsolatos aggályok miatt. Ez az átállás tükrözi a fenntartható finanszírozásról és a tömegközlekedéshez való méltányos hozzáférésről folyó vitákat Németországban.

### 49 eurós havi jegy
2022. október 13-án a tartományok közlekedési miniszterei és Wissing szövetségi közlekedési miniszter bejelentették, hogy megállapodtak a Deutschlandticketnek nevezett utódjegyről, amely várhatóan 2023 januárjától lesz elérhető, és havi 49 euróba kerül. Ekkor még tisztázatlan maradt a finanszírozási konstrukció, mivel a tartományok a szövetségi kormánytól több pénzt követeltek.
2022 november végén a közlekedési miniszterek megerősítették a 49 eurós havi jegy melletti elkötelezettséget, és a tervek szerint 2023 áprilisában indul, a korábbi, már januári kezdés túl korainak minősült a megvalósításhoz, de a tervezett kezdés egy hónappal tovább csúszott, mivel a helyi és regionális közlekedési szolgáltatók, mint például a müncheni MVV továbbra is ellenálltak, mivel több visszatérítést akartak a szövetségi és az állami kormányoktól.
2023. március 31-én a Bundesrat jóváhagyta a Bundestag által elfogadott törvényjavaslatot, amely szerint a helyi és regionális tömegközlekedés országos jegye havi 49 euróba kerül.
A havi jegyek 2023 májusában indultak, de csak előfizetéssel lehet megvásárolni. Az előfizetéshez – az esetleges indulási időszak kivételével – nincs hagyományos papírkártya; a felhasználóknak digitálisan kell hitelesíteniük magukat (okostelefonos alkalmazással vagy chipkártyával).

## Berlini utódja
Berlin 2022 októberére, novemberére és decemberére 29 eurós jegyet kínált. Ez csak egyéves előfizetés részeként volt elérhető, három hónap után felmondási joggal. A menetdíjcsökkentést (86 €-ról) Berlin tartomány fizette.

## Lásd még
- 365 eurós jegy
- Ingyenes tömegközlekedés